# Pino Torinese
Pino Torinese – miejscowość i gmina we Włoszech, w regionie Piemont, w prowincji Turyn.
Według danych na rok 2004 gminę zamieszkiwało 8238 osób, 392,3 os./km².